# İbrahim Alan
İbrahim Alan (* 15. Mai 1994 in Meram) ist ein türkischer Fußballspieler.

## Karriere
Alan begann mit dem Vereinsfußball in der Jugendabteilung seines Heimatvereins von Konya Telekomspor und wechselte 2009 in die Jugend von Torku Konyaspor. Hier erhielt er im Frühjahr 2013 einen Profivertrag und wurde anschließend Teil des Profikaders. Bis zum Saisonende absolvierte er fünf Ligaspiele. Mit diesem Verein erreichte Şalk zum Saisonende den Playoffsieg der Liga und damit den Aufstieg in die Süper Lig.
Für die Spielzeit 2013/14 wurde Alan an den Drittligisten Anadolu Selçukluspor ausgeliehen.

## Erfolge
Mit Torku Konyaspor
- Playoffsieger der TFF 1. Lig und Aufstieg in die Süper Lig: 2012/13